# Persen Verlag
Der Persen Verlag mit Sitz in Hamburg gehört zur AAP Lehrerwelt GmbH, vormals AAP Lehrerfachverlage GmbH, einer hundertprozentigen Tochter des Stuttgarter Klett-Verlags.

## Geschichte
Das Ehepaar Sigrid Persen-Müller und Heiner Müller hat den Verlag im Jahr 1976 in Hamburg-Bergedorf gegründet. Zu Beginn entwickelte Heiner Müller, Sprachlehrer im Kindergarten, Bergedorfer Bilderbögen für die Sprecherziehung. Kurze Zeit später gründete er mit Ehefrau Sigrid Persen die Persen Verlag GmbH. 1982 zog der Verlag von Bergedorf nach Horneburg. Im Jahr 1999 verkauften die Gründer und Inhaber den Verlag an den Klett-Verlag und zogen sich aus dem Geschäft zurück. 2007 wurde der Firmensitz nach Buxtehude verlegt. Im Juli 2010 verschmolz der Persen Verlag mit dem AOL-Verlag und dem Auer Verlag – ebenfalls Tochterunternehmen des Klett-Verlags – zur AAP Lehrerfachverlage GmbH. Seit 2009 führt Christian Glaser als Geschäftsführer der AAP Lehrerfachverlage GmbH auch den Persen Verlag.
2012 wurde der Firmensitz von Buxtehude nach Hamburg-Harburg verlegt. 2019 wurde die AAP Lehrerfachverlage GmbH zur AAP Lehrerwelt GmbH umfirmiert.

## Produkte und Marken

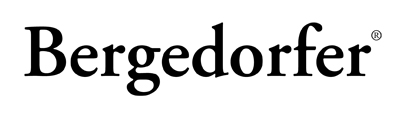
Logo der Marke Bergedorfer®

Das Unternehmen verlegt Unterrichtsmaterialien, Arbeitsblätter und Kopiervorlagen für Lehrer. Das gesamte Sortiment des Persen Verlags umfasst rund 1500 Titel für nahezu alle Fächer der Grund- und Förderschule sowie der Sekundarstufe. Die Produkte werden in Deutschland, Österreich und der Schweiz vertrieben. 35 Mitarbeiter und 50 freie Autoren arbeiten an rund 150 neuen Titeln pro Jahr. Darunter Autoren wie Ralph Birkholz, Gerlinde Blahak, Kurt Hackenbruch, Alexandra Hanneforth, Kirstin Jebautzke, Nicole Weber und Bernd Wehren.
Der Verlag vertreibt seine Produkte unter der Marke Bergedorfer® und den dazugehörigen Produktreihen wie Bergedorfer® Kopiervorlagen, Bergedorfer® Unterrichtsideen, Bergedorfer® Förderpraxis, Bergedorfer COLORCLIPS®. Zum Produktportfolio gehören außerdem die Titel der Reihe „Moderne Pädagogik – MoPäd“.
Die Marke Bergedorfer® wurde 1992 beim Deutschen Patent- und Markenamt eingetragen. Sie steht für Unterrichtshilfen, die den Lehrern Materialien zu fächerspezifischen Themen sowie zu den allgemeinen Themen des Schulalltags zur Verfügung stellen.

## Vertrieb
Der Vertrieb der Produkte erfolgt über den verlagseigenen Webshop sowie über den stationären Buchhandel und den Online-Buchhandel. Seit 2011 werden die Verlagsprodukte auch in digitalen Formaten als  E-Books vertrieben.